# Премія «Оскар» за найкращу чоловічу роль
Премія «Оскар» за найкращу чоловічу роль — престижна нагорода Американської академії кіномистецтва, яку присуджують щорічно.

## Історія
Протягом останніх 82 років Американської академії кіномистецтва представила загалом 83 нагороди «Найкращий актор» для 74 різних акторів. Переможці цієї премії Американської кіноакадемії за заслуги отримують статуетки Оскара, що зображують позолоченого лицаря з мечем, що стоїть на котушці плівки. Першим лауреатом був Еміль Яннінгз, який був нагороджений на першій Церемонії (1929) за його ролі у «Останній наказ» і «Шляхом всієї плоті».
У перші три роки якщо актори та режисери були номіновані як найкращі у своїх категоріях, тоді всі їх роботи протягом кваліфікаційного періоду (наприклад три фільми в деяких випадках) розглядалися для нагороди. Однак, під час третьої Церемонії нагородження (1930), лише один із цих фільмів був приведений в остаточному рішенні кожного переможця, хоча для кожного з наявних переможців було два фільми після їх імен у виборчих бюлетенях. Для 4-ї церемонії нагородження Академії (1931) ця громіздка і заплутана система була замінена нинішньою системою, в якій актор номінований за конкретне виконання в одному фільмі. Таких пропозицій не повинно бути більше ніж п'ять щорічно. До 8-ї церемонії нагородження Академії (1936), номінувати на премію за найкращу чоловічу роль могли всіх акторів, як першого так і другого плану. На 9-ій церемонії нагородження Академії (1937), проте, було введено спеціально категорію «Найкращий актор другого плану» після скарг, що одна категорія «Найкращий актор» існує для привілейованих провідних виконавцев, які мають більше екранного часу. З усім тим, Лайонел Беррімор здобув нагороду «Найкращий актор» (Вільна душа) і Френчот Тон номінацію «Найкращий актор» (Заколот на Баунті). Тепер виконання актором головної ролі, актриса у головній ролі, виконання актором допоміжної ролі, і виконання жіночої ролі другого плану складають чотири щорічних нагороди Академії.

## Переможці та номінанти
У списку наведені відомості про переможців та номінантів премії «Оскар» за найкращу чоловічу роль згідно з її офіційною базою даних, які згруповано за церемоніями (роками) і десятиліттями. У таблиці включені імена акторів і назви фільмів із зазначенням ролей, за які отримана номінація.
Переможці кожного року вказані першими в списку, відмічені знаком «★» і виділені напівжирним шрифтом на золотому фоні.

### 1920-ті
| Рік            | Актор             | Роль(і)                                           | Фільм                                | Ref.  |
| -------------- | ----------------- | ------------------------------------------------- | ------------------------------------ | ----- |
| 1927/28 (1-ша) | ★ Еміль Яннінгс   | Великий князь Сергій Олександрович Август Шиллінг | «Останній наказ» «Шлях усякої плоті» | [ 1 ] |
| 1927/28 (1-ша) | Річард Бартелмесс | Нікі Елкінса Лакований Кід                        | «Пастка» «Лакований хлопець»         | [ 1 ] |
| 1928/29 (2-га) | ★ Ворнер Бакстер  | Сіско Кід                                         | «У старій Аризоні»                   | [ 2 ] |
| 1928/29 (2-га) | Джордж Бенкрофт   | Громобій Джим Ленг                                | «Громобій»                           | [ 2 ] |
| 1928/29 (2-га) | Честер Морріс     | Чік Вільямс                                       | «Алібі»                              | [ 2 ] |
| 1928/29 (2-га) | Пол Муні          | Джеймс Дьюк                                       | «Хоробрий»                           | [ 2 ] |
| 1928/29 (2-га) | Льюїс Стоун       | граф Петро Пален                                  | «Патріот»                            | [ 2 ] |

### 1930-ті
| Рік            | Актор              | Роль(і)                        | Фільм                               | Ref.   |
| -------------- | ------------------ | ------------------------------ | ----------------------------------- | ------ |
| 1929/30 (3-тя) | ★ Джордж Арлісс    | Бенджамін Дізраелі             | «Дізраелі»                          | [ 3 ]  |
| 1929/30 (3-тя) | Джордж Арлісс      | раджа                          | «Зелена богиня»                     | [ 3 ]  |
| 1929/30 (3-тя) | Воллес Бірі        | Бутч Шмідт                     | «Казенний будинок»                  | [ 3 ]  |
| 1929/30 (3-тя) | Моріс Шевальє      | П'єр Міранді граф Альфред Рене | «Великий ставок» «Парад кохання»    | [ 3 ]  |
| 1929/30 (3-тя) | Рональд Колман     | Г'ю «Бульдог» Драммонд Мішель  | «Бульдог Драммонд» «Ув'язнений»     | [ 3 ]  |
| 1929/30 (3-тя) | Лоуренс Тіббетт    | Єгор                           | «Пісня розбійника»                  | [ 3 ]  |
| 1930/31 (4-та) | ★ Лайонел Беррімор | Стівен Еш                      | «Вільна душа»                       | [ 4 ]  |
| 1930/31 (4-та) | Джекі Купер        | Скіппі Скіннер                 | «Скіппі»                            | [ 4 ]  |
| 1930/31 (4-та) | Річард Дікс        | Янси Крават                    | «Сімаррон»                          | [ 4 ]  |
| 1930/31 (4-та) | Фредрік Марч       | Тоні Кавендіш                  | «Королівська сім'я з Бродвею»       | [ 4 ]  |
| 1930/31 (4-та) | Адольф Менжу       | Волтер Бернс                   | «Перша шпальта»                     | [ 4 ]  |
| 1931/32 (5-та) | ★ Воллес Бірі      | чемпіон Енді Перселла          | «Чемпіон»                           | [ 5 ]  |
| 1931/32 (5-та) | ★ Фредрік Марч     | Доктор Джекілл та містер Хайд  | «Доктор Джекіл і містер Гайд»       | [ 5 ]  |
| 1931/32 (5-та) | Альфред Лант       | актор                          | «Гвардієць»                         | [ 5 ]  |
| 1932/33 (6-та) | ★ Чарльз Лотон     | Генріх VIII                    | «Приватне життя Генріха VIII»       | [ 6 ]  |
| 1932/33 (6-та) | Леслі Говард       | Пітер Стендіш                  | «Берклі-сквер»                      | [ 6 ]  |
| 1932/33 (6-та) | Пол Муні           | Джеймс Аллен                   | «Я — втікач-каторжанин»             | [ 6 ]  |
| 1934 (7-ма)    | ★ Кларк Гейбл      | Пітер Варн                     | «Це сталося якось вночі»            | [ 7 ]  |
| 1934 (7-ма)    | Френк Морган       | Алессандро Медічі              | «Романи Челліні»                    | [ 7 ]  |
| 1934 (7-ма)    | Вільям Пауелл      | Нік Чарльз                     | «Тонка людина»                      | [ 7 ]  |
| 1935 (8-ма)    | ★ Віктор МакЛаглен | Джипо Нолан                    | «Інформатор»                        | [ 8 ]  |
| 1935 (8-ма)    | Кларк Гейбл        | Флетчер Крістіан               | «Заколот на „Баунті“»               | [ 8 ]  |
| 1935 (8-ма)    | Чарльз Лотон       | Вільям Блай                    | «Заколот на „Баунті“»               | [ 8 ]  |
| 1935 (8-ма)    | Пол Муні           | Джо Радек                      | «Чорна лють»                        | [ 8 ]  |
| 1935 (8-ма)    | Франхот Тон        | мічман Роджер Б'ям             | «Заколот на „Баунті“»               | [ 8 ]  |
| 1936 (9-та)    | ★ Пол Муні         | Луї Пастер                     | «Історія Луї Пастера»               | [ 9 ]  |
| 1936 (9-та)    | Гері Купер         | Лонгфелло Дідс                 | «Містер Дідс переїжджає до міста»   | [ 9 ]  |
| 1936 (9-та)    | Волтер Г'юстон     | Сем Додсворт                   | «Додсворт»                          | [ 9 ]  |
| 1936 (9-та)    | Вільям Пауелл      | Годфрі Парк                    | «Мій чоловік Годфрі»                | [ 9 ]  |
| 1936 (9-та)    | Спенсер Трейсі     | преподобний Тім Маллін         | «Сан-Франциско»                     | [ 9 ]  |
| 1937 (10-та)   | ★ Спенсер Трейсі   | Мануель Фіделло                | «Зухвалі капітани»                  | [ 10 ] |
| 1937 (10-та)   | Шарль Буає         | Наполеон Бонапарт              | «Підкорення»                        | [ 10 ] |
| 1937 (10-та)   | Фредрік Марч       | Норман Мейн                    | «Народження зірки»                  | [ 10 ] |
| 1937 (10-та)   | Роберт Монтгомері  | Денні                          | «Нічне падіння»                     | [ 10 ] |
| 1937 (10-та)   | Пол Муні           | Еміль Золя                     | «Життя Еміля Золя»                  | [ 10 ] |
| 1938 (11-та)   | ★ Спенсер Трейсі   | батько Фланаган                | «Місто хлопчиків»                   | [ 11 ] |
| 1938 (11-та)   | Шарль Буає         | Пепе ле Моко                   | «Алжир»                             | [ 11 ] |
| 1938 (11-та)   | Джеймс Кегні       | Роккі Саллівен                 | «Янголи з брудними обличчями»       | [ 11 ] |
| 1938 (11-та)   | Роберт Донат       | доктор Ендрю Менсон            | «Цитадель»                          | [ 11 ] |
| 1938 (11-та)   | Леслі Говард       | Професор Генрі Хіггінс         | «Пігмаліон»                         | [ 11 ] |
| 1939 (12-та)   | ★ Роберт Донат     | Чарльз Едвард Чіппінг          | «До побачення, містер Чіпс»         | [ 12 ] |
| 1939 (12-та)   | Кларк Гейбл        | Ретт Батлер                    | «Звіяні вітром»                     | [ 12 ] |
| 1939 (12-та)   | Лоуренс Олів'є     | Хіткліфф                       | «Буремний перевал»                  | [ 12 ] |
| 1939 (12-та)   | Міккі Руні         | Міккі Моран                    | «Дітки по зброї»                    | [ 12 ] |
| 1939 (12-та)   | Джеймс Стюарт      | Джефферсон Сміт                | «Містер Сміт вирушає до Вашингтона» | [ 12 ] |

### 1940-ві
| Рік          | Актор               | Роль(і)                        | Фільм                                 | Ref.   |
| ------------ | ------------------- | ------------------------------ | ------------------------------------- | ------ |
| 1940 (13-та) | ★ Джеймс Стюарт     | Маколей «Майк» Коннор          | «Філадельфійська історія»             | [ 13 ] |
| 1940 (13-та) | Чарлі Чаплін        | Аденоїд Гінкел / перукар       | «Великий диктатор»                    | [ 13 ] |
| 1940 (13-та) | Генрі Фонда         | Том Джоад                      | «Грона гніву»                         | [ 13 ] |
| 1940 (13-та) | Реймонд Мессі       | Авраам Лінкольн                | «Ейб Лінкольн в Іллінойсі»            | [ 13 ] |
| 1940 (13-та) | Лоуренс Олів'є      | Максиміліан «Максим» де Вінтер | «Ребекка»                             | [ 13 ] |
| 1941 (14-та) | ★ Гері Купер        | сержант Елвін Йорк             | »Сержант Йорк"                        | [ 14 ] |
| 1941 (14-та) | Кері Грант          | Роджер Адамс                   | «Пенні Серенада»                      | [ 14 ] |
| 1941 (14-та) | Волтер Г'юстон      | містер Скретч                  | «Диявол і Даніель Вебстер»            | [ 14 ] |
| 1941 (14-та) | Роберт Монтгомері   | Джо Пендлтон                   | «Ось приходить містер Джордан»        | [ 14 ] |
| 1941 (14-та) | Орсон Веллс         | Чарльз Фостер Кейн             | «Громадянин Кейн»                     | [ 14 ] |
| 1942 (15-та) | ★ Джеймс Кегні      | Джордж Кохан                   | »Янкі Дудл Денді"                     | [ 15 ] |
| 1942 (15-та) | Рональд Колман      | Чарльз Реньє                   | «Випадкова жнива»                     | [ 15 ] |
| 1942 (15-та) | Гері Купер          | Лу Геріг                       | «Гордість Янкі»                       | [ 15 ] |
| 1942 (15-та) | Вальтер Підждон     | Клем Мінівер                   | «Місіс Мінівер»                       | [ 15 ] |
| 1942 (15-та) | Монті Вуллі         | Говард                         | «Щуролов»                             | [ 15 ] |
| 1943 (16-та) | ★ Пол Лукас         | Курт Мюллер                    | »Стежити за Рейном«                   | [ 16 ] |
| 1943 (16-та) | Гамфрі Богарт       | Рік Блейн                      | »Касабланка"                          | [ 16 ] |
| 1943 (16-та) | Гері Купер          | Роберт Джордан                 | «Для кого дзвонить»                   | [ 16 ] |
| 1943 (16-та) | Вальтер Підждон     | П'єр Кюрі                      | «Мадам Кюрі»                          | [ 16 ] |
| 1943 (16-та) | Міккі Руні          | Гомер Макалі                   | «Людська комедія»                     | [ 16 ] |
| 1944 (17-та) | ★ Бінг Кросбі       | отець Чак О'Маллі              | »Йти своїм шляхом"                    | [ 17 ] |
| 1944 (17-та) | Шарль Буає          | Григорій Антон                 | «Газове світло»                       | [ 17 ] |
| 1944 (17-та) | Баррі Фіцджеральд   | отець Фіцгіббон                | «Йти своїм шляхом»                    | [ 17 ] |
| 1944 (17-та) | Кері Грант          | Ерні Мотт                      | «Нічого, крім самотнього серця»       | [ 17 ] |
| 1944 (17-та) | Александер Нокс     | Томас Вудро Вільсон            | «Вілсон»                              | [ 17 ] |
| 1945 (18-та) | ★ Рей Мілланд       | Дон Бірнам                     | »Втрачений вікенд"                    | [ 18 ] |
| 1945 (18-та) | Бінг Кросбі         | отець Чак О'Маллі              | «Дзвони Святої Марії»                 | [ 18 ] |
| 1945 (18-та) | Джин Келлі          | Джозеф Брейді                  | «Підняти якорі»                       | [ 18 ] |
| 1945 (18-та) | Грегорі Пек         | отець Франциск                 | «Ключі королівства»                   | [ 18 ] |
| 1945 (18-та) | Корнель Уайльд      | Фридерик Шопен                 | «Пісня на пам’ять»                    | [ 18 ] |
| 1946 (19-та) | ★ Фредрік Марч      | сержант взводу Аль Стефенсон   | »Найкращі роки нашого життя"          | [ 19 ] |
| 1946 (19-та) | Лоуренс Олів'є      | Генріх V (король Англії)       | «Генріх V»                            | [ 19 ] |
| 1946 (19-та) | Ларрі Паркс         | Ел Джолсон                     | «Історія Джолсона»                    | [ 19 ] |
| 1946 (19-та) | Грегорі Пек         | Езра «Пенні» Бакстер           | «Оленятко»                            | [ 19 ] |
| 1946 (19-та) | Джеймс Стюарт       | Джордж Бейлі                   | «Це дивовижне життя»                  | [ 19 ] |
| 1947 (20-та) | Рональд Колман      | Ентоні Джон                    | «Подвійне життя»                      | [ 20 ] |
| 1947 (20-та) | Джон Гарфілд        | Чарлі Девіс                    | «Тіло і душа»                         | [ 20 ] |
| 1947 (20-та) | Грегорі Пек         | Філіп Шуйлер Грін              | «Джентльменська угода»                | [ 20 ] |
| 1947 (20-та) | Вільям Пауелл       | Кларенс Дей, батько            | «Життя з батьком»                     | [ 20 ] |
| 1947 (20-та) | Майкл Редгрейв      | Орін Маннон                    | «Траур підходить Електрі»             | [ 20 ] |
| 1948 (21-ша) | ★ Лоуренс Олів'є    | Гамлет, принц Данії            | »Гамлет"                              | [ 21 ] |
| 1948 (21-ша) | Лью Ейрс            | доктор Роберт Річардсон        | «Джонні Белінда»                      | [ 21 ] |
| 1948 (21-ша) | Монтгомері Кліфт    | Ральф «Стів» Стівенсон         | «Пошук»                               | [ 21 ] |
| 1948 (21-ша) | Ден Дейлі           | «Скід» Джонсон                 | «Коли моя крихітка посміхається мені» | [ 21 ] |
| 1948 (21-ша) | Кліфтон Вебб        | Лінн Алоїзій Бельведер         | «Сидячи гарненько»                    | [ 21 ] |
| 1949 (22-га) | ★ Бродерік Кроуфорд | Віллі Старк                    | »Все королівське військо"             | [ 22 ] |
| 1949 (22-га) | Кірк Дуглас         | Майкл «Мідж» Келлі             | «Чемпіон»                             | [ 22 ] |
| 1949 (22-га) | Грегорі Пек         | бригадний генерал Френк Савідж | «12 година на висоті»                 | [ 22 ] |
| 1949 (22-га) | Річард Тодд         | Лаклан «Лейчі» Маклаклан       | «Поспішне серце»                      | [ 22 ] |
| 1949 (22-га) | Джон Вейн           | сержант Джон М. Стрикер        | «Піски Іво Джими»                     | [ 22 ] |

### 1950-ті
| Рік          | Актор             | Роль(і)                                        | Фільм                        | Ref.   |
| ------------ | ----------------- | ---------------------------------------------- | ---------------------------- | ------ |
| 1950 (23-тя) | ★ Хосе Феррер     | Сірано де Бержерак                             | «Сірано де Бержерак»         | [ 23 ] |
| 1950 (23-тя) | Луї Келхерн       | Олівер Венделл Голмс                           | «Чудовий Янкі»               | [ 23 ] |
| 1950 (23-тя) | Вільям Голден     | Джо Гілліс                                     | «Бульвар Сансет»             | [ 23 ] |
| 1950 (23-тя) | Джеймс Стюарт     | Елвуд П. Дауд                                  | «Гарві»                      | [ 23 ] |
| 1950 (23-тя) | Спенсер Трейсі    | Стенлі Т. Бенкс                                | «Батько нареченої»           | [ 23 ] |
| 1951 (24-та) | ★ Гамфрі Богарт   | Чарлі Олнут                                    | «Африканська королева»       | [ 24 ] |
| 1951 (24-та) | Марлон Брандо     | Стенлі Ковальський                             | «Трамвай „Бажання“»          | [ 24 ] |
| 1951 (24-та) | Монтгомері Кліфт  | Джордж Істман                                  | «Місце під сонцем»           | [ 24 ] |
| 1951 (24-та) | Артур Кеннеді     | Ларрі Невінс                                   | «Яскрава перемога»           | [ 24 ] |
| 1951 (24-та) | Фредрік Марч      | Віллі Ломан                                    | «Смерть комівояжера»         | [ 24 ] |
| 1952 (25-та) | ★ Гері Купер      | маршал Вілл Кейн                               | «Рівно опівдні»              | [ 25 ] |
| 1952 (25-та) | Марлон Брандо     | Еміліано Сапата                                | «Віва Сапата!»               | [ 25 ] |
| 1952 (25-та) | Кірк Дуглас       | Джонатан Шилдс                                 | «Злі й гарні»                | [ 25 ] |
| 1952 (25-та) | Хосе Феррер       | Анрі Тулуз-Лотрек граф Альфонс де Тулуз-Лотрек | «Мулен Руж»                  | [ 25 ] |
| 1952 (25-та) | Алек Гіннесс      | Генрі «Датч» Голланд                           | «Банда з Лавендер Гілл»      | [ 25 ] |
| 1953 (26-та) | ★ Вільям Голден   | сержант Дж. Дж. Сефтон                         | «Шталаг 17»                  | [ 26 ] |
| 1953 (26-та) | Марлон Брандо     | Марк Антоній                                   | «Гай Юлій Цезар»             | [ 26 ] |
| 1953 (26-та) | Річард Бертон     | Марцелл Галліо                                 | «Халат»                      | [ 26 ] |
| 1953 (26-та) | Монтгомері Кліфт  | рядовий Роберт Лі Прюітт                       | «Відтепер і на віки віків»   | [ 26 ] |
| 1953 (26-та) | Берт Ланкастер    | перший сержант Мільтон Варден                  | «Відтепер і на віки віків»   | [ 26 ] |
| 1954 (27-ма) | ★ Марлон Брандо   | Террі Маллой                                   | «У порту»                    | [ 27 ] |
| 1954 (27-ма) | Гамфрі Богарт     | лейтенант-командер Філіп Френсіс Квіг          | «Заколот на „Кейні“»         | [ 27 ] |
| 1954 (27-ма) | Бінг Кросбі       | Френк Елгін                                    | «Сільська дівчина Girl»      | [ 27 ] |
| 1954 (27-ма) | Джеймс Мейсон     | Норман Мен                                     | «Зірка народжується»         | [ 27 ] |
| 1954 (27-ма) | Ден О'Герліхій    | Робінзон Крузо                                 | «Робінзон Крузо»             | [ 27 ] |
| 1955 (28-ма) | ★ Ернест Боргнайн | Марті Пілетті                                  | «Марті»                      | [ 28 ] |
| 1955 (28-ма) | Джеймс Кегні      | Мартін Снайдер                                 | «Полюби мене або залиш мене» | [ 28 ] |
| 1955 (28-ма) | Джеймс Дін        | Кел Траск                                      | «На схід від раю»            | [ 28 ] |
| 1955 (28-ма) | Френк Сінатра     | Френкі Макін                                   | «Людина із золотою рукою»    | [ 28 ] |
| 1955 (28-ма) | Спенсер Трейсі    | Джон Дж. Макреді                               | «Поганий день у Блек-Рокє»   | [ 28 ] |
| 1956 (29-та) | ★ Юл Бріннер      | «Монгкут — король Сіаму»                       | «Король і я»                 | [ 29 ] |
| 1956 (29-та) | Джеймс Дін        | Джетт Рінк                                     | «Гігант»                     | [ 29 ] |
| 1956 (29-та) | Кірк Дуглас       | Вінсент ван Гог                                | «Жага до життя»              | [ 29 ] |
| 1956 (29-та) | Рок Гадсон        | Йордан «Бик» Бенедикт-молодший                 | «Гігант»                     | [ 29 ] |
| 1956 (29-та) | Лоуренс Олів'є    | Річард III                                     | «Річард III»                 | [ 29 ] |
| 1957 (30-та) | ★ Алек Гіннесс    | підполковник Ніколсон                          | «Міст через річку Квай»      | [ 30 ] |
| 1957 (30-та) | Марлон Брандо     | майор Ллойд Грувер                             | «Сайонара»                   | [ 30 ] |
| 1957 (30-та) | Ентоні Франсіоза  | Поло Поуп                                      | «Капелюх дощу»               | [ 30 ] |
| 1957 (30-та) | Чарльз Лотон      | сер Вільфрід Робартс                           | «Свідок обвинувачення»       | [ 30 ] |
| 1957 (30-та) | Ентоні Квінн      | Джино                                          | «Дикий вітер»                | [ 30 ] |
| 1958 (31-ша) | ★ Дейвід Нівен    | майор Ангус Поллок                             | «Окремі таблиці»             | [ 31 ] |
| 1958 (31-ша) | Тоні Кертіс       | Джон «Джокер» Джексон                          | «Непокорні»                  | [ 31 ] |
| 1958 (31-ша) | Пол Ньюман        | Брік Полліт                                    | «Кішка на розпеченому даху»  | [ 31 ] |
| 1958 (31-ша) | Сідні Пуатьє      | Ной Каллен                                     | «Непокорні»                  | [ 31 ] |
| 1958 (31-ша) | Спенсер Трейсі    | старий                                         | «Старий і море»              | [ 31 ] |
| 1959 (32-га) | ★ Чарлтон Гестон  | Іуда Бен-Гур                                   | «Бен-Гур»                    | [ 32 ] |
| 1959 (32-га) | Лоренс Харві      | Джо Ламптон                                    | «Кімната нагорі»             | [ 32 ] |
| 1959 (32-га) | Джек Леммон       | Джеррі / Дафна                                 | «У джазі тільки дівчата»     | [ 32 ] |
| 1959 (32-га) | Пол Муні          | доктор Сем Абельман                            | «Останній сердитий чоловік»  | [ 32 ] |
| 1959 (32-га) | Джеймс Стюарт     | Пол Біглер                                     | «Анатомія вбивства»          | [ 32 ] |

### 1960-ті
| Рік          | Актор               | Роль(і)                                                                 | Фільм                                                               | Ref.   |
| ------------ | ------------------- | ----------------------------------------------------------------------- | ------------------------------------------------------------------- | ------ |
| 1960 (33-тя) | ★ Берт Ланкастер    | Елмер Ґантрі                                                            | «Елмер Гантрі»                                                      | [ 33 ] |
| 1960 (33-тя) | Тревор Говард       | Вальтер Морель                                                          | »Сини та коханці"                                                   | [ 33 ] |
| 1960 (33-тя) | Джек Леммон         | Сі Сі «Бад» Бакстер                                                     | «Квартира»                                                          | [ 33 ] |
| 1960 (33-тя) | Лоуренс Олів'є      | Арчі Райс                                                               | «Розважальник»                                                      | [ 33 ] |
| 1960 (33-тя) | Спенсер Трейсі      | Генрі Драммонд                                                          | «Спадщина вітру»                                                    | [ 33 ] |
| 1961 (34-та) | ★ Максиміліан Шелл  | Ганс Рольф                                                              | «Нюрнберзький процес»                                               | [ 34 ] |
| 1961 (34-та) | Шарль Буає          | Сезар                                                                   | «Фанні»                                                             | [ 34 ] |
| 1961 (34-та) | Пол Ньюман          | Едді Фелсон                                                             | «Більярдист»                                                        | [ 34 ] |
| 1961 (34-та) | Спенсер Трейсі      | головний суддя Ден Хейвуд                                               | «Нюрнберзький процес»                                               | [ 34 ] |
| 1961 (34-та) | Стюарт Вітман       | Джим Фуллер                                                             | «Марка»                                                             | [ 34 ] |
| 1962 (35-та) | ★ Грегорі Пек       | Аттікус Фінч                                                            | «Убити пересмішника»                                                | [ 35 ] |
| 1962 (35-та) | Берт Ланкастер      | Роберт Страуд                                                           | «Птахолов з Алькатраса»                                             | [ 35 ] |
| 1962 (35-та) | Джек Леммон         | Джо Клей                                                                | «Дні вина та троянди»                                               | [ 35 ] |
| 1962 (35-та) | Марчелло Мастроянні | Фердінандо Чефаль                                                       | «Розлучення по-італійськи»                                          | [ 35 ] |
| 1962 (35-та) | Пітер О'Тул         | Томас Едвард Лоуренс                                                    | «Лоуренс Аравійський»                                               | [ 35 ] |
| 1963 (36-та) | ★ Сідні Пуатьє      | Гомер Сміт                                                              | «Польові лілії»                                                     | [ 36 ] |
| 1963 (36-та) | Альберт Фінні       | Том Джонс                                                               | «Том Джонс»                                                         | [ 36 ] |
| 1963 (36-та) | Річард Гарріс       | Френк Макін                                                             | «Це спортивне життя»                                                | [ 36 ] |
| 1963 (36-та) | Рекс Гаррісон       | Гай Юлій Цезар                                                          | «Клеопатра»                                                         | [ 36 ] |
| 1963 (36-та) | Пол Ньюман          | Хад Баннон                                                              | «Хад»                                                               | [ 36 ] |
| 1964 (37-ма) | ★ Рекс Гаррісон     | професор Генрі Гіґінс                                                   | «Моя чарівна леді»                                                  | [ 37 ] |
| 1964 (37-ма) | Річард Бертон       | Святий Томас Бекет                                                      | «Бекет»                                                             | [ 37 ] |
| 1964 (37-ма) | Пітер О'Тул         | король Генріх II Короткий Плащ                                          | «Бекет»                                                             | [ 37 ] |
| 1964 (37-ма) | Ентоні Квінн        | Алексіс Зорба                                                           | «Грек Зорба»                                                        | [ 37 ] |
| 1964 (37-ма) | Пітер Селлерс       | доктор Стрейнджлав президент США Мьоркін Маффлі офіцер Лайонел Мандрейк | «Доктор Стрейнджлав, або Як я перестав хвилюватись і полюбив бомбу» | [ 37 ] |
| 1965 (38-ма) | ★ Лі Марвін         | Кід Шеллін Тім Строун                                                   | «Кет Баллу»                                                         | [ 38 ] |
| 1965 (38-ма) | Річард Бертон       | Алек Леамас                                                             | «Шпигун, який прийшов із холоду»                                    | [ 38 ] |
| 1965 (38-ма) | Лоуренс Олів'є      | Отелло                                                                  | «Отелло»                                                            | [ 38 ] |
| 1965 (38-ма) | Род Стайгер         | Сол Назерман                                                            | «Лихвар»                                                            | [ 38 ] |
| 1965 (38-ма) | Оскар Вернер        | Віллі Шуман                                                             | «Корабель дурнів»                                                   | [ 38 ] |
| 1966 (39-та) | ★ Пол Скофілд       | Томас Мор                                                               | «Людина на всі часи»                                                | [ 39 ] |
| 1966 (39-та) | Алан Аркін          | лейтенант Розанов                                                       | «Росіяни йдуть, росіяни йдуть!»                                     | [ 39 ] |
| 1966 (39-та) | Річард Бертон       | Джордж                                                                  | «Хто боїться Вірджинії Вульф?»                                      | [ 39 ] |
| 1966 (39-та) | Майкл Кейн          | Альфі Елкінс                                                            | «Алфі»                                                              | [ 39 ] |
| 1966 (39-та) | Стів Макквін        | Джейк Голман                                                            | «Піщана галька»                                                     | [ 39 ] |
| 1967 (40-та) | ★ Род Стайгер       | Начальник поліції Білл Гілзпі                                           | «Спекотної ночі»                                                    | [ 40 ] |
| 1967 (40-та) | Воррен Бітті        | Клайд Барроу                                                            | «Бонні та Клайд»                                                    | [ 40 ] |
| 1967 (40-та) | Дастін Гоффман      | Бенджамін Бреддок                                                       | «Випусник»                                                          | [ 40 ] |
| 1967 (40-та) | Пол Ньюман          | Люк Джексон                                                             | «Холоднокровний Люк»                                                | [ 40 ] |
| 1967 (40-та) | Спенсер Трейсі      | Метт Дрейтон                                                            | «Вгадай, хто прийде на обід»                                        | [ 40 ] |
| 1968 (41-ша) | ★ Кліфф Робертсон   | Чарлі Гордон                                                            | «Чарлі»                                                             | [ 41 ] |
| 1968 (41-ша) | Алан Аркін          | Джон Сінгер                                                             | «Серце - самотній мисливець»                                        | [ 41 ] |
| 1968 (41-ша) | Алан Бейтс          | Яків Бок                                                                | «Фіксер»                                                            | [ 41 ] |
| 1968 (41-ша) | Рон Муді            | Фейгін                                                                  | «Олівер!»                                                           | [ 41 ] |
| 1968 (41-ша) | Пітер О'Тул         | король Генріх II Короткий Плащ                                          | «Лев узимку»                                                        | [ 41 ] |
| 1969 (42-га) | ★ Джон Вейн         | Рубен Дж. «Задерика» Когберн                                            | «Справжня мужність>»                                                | [ 42 ] |
| 1969 (42-га) | Річард Бертон       | Король Генріх VIII                                                      | «Анна на тисячу днів»                                               | [ 42 ] |
| 1969 (42-га) | Дастін Гоффман      | Енріко Сальваторе «Ратсо» Ріццо                                         | «Опівнічний ковбой»                                                 | [ 42 ] |
| 1969 (42-га) | Пітер О'Тул         | Артур Чіпінг                                                            | «До побачення, містер Чіпс»                                         | [ 42 ] |
| 1969 (42-га) | Джон Войт           | Джо Бак                                                                 | «Опівнічний ковбой»                                                 | [ 42 ] |

### 1970-ті
| Рік          | Актор                   | Роль(і)                                             | Фільм                            | Ref.   |
| ------------ | ----------------------- | --------------------------------------------------- | -------------------------------- | ------ |
| 1970 (43-тя) | ★ Джордж Кемпбелл Скотт | генерал Джордж Сміт Паттон                          | «Паттон»                         | [ 43 ] |
| 1970 (43-тя) | Мелвін Дуглас           | Том Гаррісон                                        | «Я ніколи не співав для батька»  | [ 43 ] |
| 1970 (43-тя) | Джеймс Ерл Джонс        | Джек Джефферсон                                     | «Велика біла надія»              | [ 43 ] |
| 1970 (43-тя) | Джек Ніколсон           | Роберт Дюпі                                         | «П'ять легких п'єс»              | [ 43 ] |
| 1970 (43-тя) | Раян О'Ніл              | Олівер Баррет IV                                    | «Історія кохання»                | [ 43 ] |
| 1971 (44-та) | ★ Джин Гекмен           | детектив Джиммі «Попай» Дойл                        | «Французький зв'язковий»         | [ 44 ] |
| 1971 (44-та) | Пітер Фінч              | доктор Даніель Гірш                                 | «Неділя, проклята неділя»        | [ 44 ] |
| 1971 (44-та) | Волтер Метгау           | Йосиф П. Котчер                                     | «Котч»                           | [ 44 ] |
| 1971 (44-та) | Джордж Кемпбелл Скотт   | доктор Герберт Бок                                  | «Лікарня»                        | [ 44 ] |
| 1971 (44-та) | Хаїм Тополь             | Тев'є                                               | «Скрипаль на даху»               | [ 44 ] |
| 1972 (45-та) | ★ Марлон Брандо         | Віто Корлеоне                                       | «Хрещений батько»                | [ 45 ] |
| 1972 (45-та) | Майкл Кейн              | Міло Тіндл                                          | «Шукач»                          | [ 45 ] |
| 1972 (45-та) | Лоуренс Олів'є          | Ендрю Віке                                          | «Шукач»                          | [ 45 ] |
| 1972 (45-та) | Пітер О'Тул             | Джек Герні, 14-й граф Герні                         | «Правлячий клас»                 | [ 45 ] |
| 1972 (45-та) | Пол Вінфілд             | Натан Лі Морган                                     | «Ехолот»                         | [ 45 ] |
| 1973 (46-та) | ★Джек Леммон            | Гаррі Стоунер                                       | «Врятуй тигра»                   | [ 46 ] |
| 1973 (46-та) | Марлон Брандо           | Пол                                                 | «Останнє танго в Парижі»         | [ 46 ] |
| 1973 (46-та) | Джек Ніколсон           | сигналіст першого класу Біллі Л. «Бадас» Буддуський | «Останній наряд»                 | [ 46 ] |
| 1973 (46-та) | Аль Пачіно              | Френк Серпіко                                       | «Серпіко»                        | [ 46 ] |
| 1973 (46-та) | Роберт Редфорд          | Джоні «Келлі» Хукер                                 | «Афера»                          | [ 46 ] |
| 1974 (47-ма) | ★ Арт Карні             | Гаррі Кумбс                                         | «Гаррі і Тонто»                  | [ 47 ] |
| 1974 (47-ма) | Альберт Фінні           | Еркюль Пуаро                                        | «Убивство у „Східному експресі“» | [ 47 ] |
| 1974 (47-ма) | Дастін Гоффман          | Ленні Брюс                                          | «Ленні»                          | [ 47 ] |
| 1974 (47-ма) | Джек Ніколсон           | Дж. Дж. «Джейк» Гіттс                               | «Китайський квартал»             | [ 47 ] |
| 1974 (47-ма) | Аль Пачіно              | Майкл Корлеоне                                      | «Хрещений батько 2»              | [ 47 ] |
| 1975 (48-ма) | ★ Джек Ніколсон         | Рендл Патрік "Мак" МакМерфі                         | «Пролітаючи над гніздом зозулі»  | [ 48 ] |
| 1975 (48-ма) | Волтер Метгау           | Віллі Кларк                                         | «Сонячні хлопчики»               | [ 48 ] |
| 1975 (48-ма) | Аль Пачіно              | Джон Войтович                                       | «Собачий полудень»               | [ 48 ] |
| 1975 (48-ма) | Максиміліан Шелл        | Артур Голдман                                       | « Людина в скляній кабінці»      | [ 48 ] |
| 1975 (48-ма) | Джеймс Вітмор           | Гаррі Трумен                                        | «Віддай їх, Гаррі!»              | [ 48 ] |
| 1976 (49-та) | ★ Пітер Фінч            | Говард Біл                                          | «Телемережа»                     | [ 49 ] |
| 1976 (49-та) | Роберт де Ніро          | Тревіс Бікл                                         | «Таксист»                        | [ 49 ] |
| 1976 (49-та) | Джанкарло Джанніні      | Паскуаліно Фрафузо                                  | «Паскуаліно „Семеро красунь“»    | [ 49 ] |
| 1976 (49-та) | Вільям Голден           | Макс Шумахер                                        | «Телемережа»                     | [ 49 ] |
| 1976 (49-та) | Сільвестер Сталлоне     | Роккі Бальбоа                                       | «Роккі»                          | [ 49 ] |
| 1977 (50-та) | ★ Річард Дрейфус        | Елліот Гарфілд                                      | «До побачення дівчина»           | [ 50 ] |
| 1977 (50-та) | Вуді Аллен              | Елві Сінгер                                         | «Енні Голл»                      | [ 50 ] |
| 1977 (50-та) | Річард Бертон           | Мартін Дайсарт                                      | «Кінь»                           | [ 50 ] |
| 1977 (50-та) | Марчелло Мастроянні     | Габріеле                                            | «Особливий день»                 | [ 50 ] |
| 1977 (50-та) | Джон Траволта           | Ентоні «Тоні» Манеро                                | «Лихоманка суботнього вечора»    | [ 50 ] |
| 1978 (51-ша) | ★ Джон Войт             | Люк Мартін                                          | «Повернення додому»              | [ 51 ] |
| 1978 (51-ша) | Воррен Бітті            | Джо Пендлтон                                        | «Небо може чекати»               | [ 51 ] |
| 1978 (51-ша) | Гері Б'юзі              | Бадді Голлі                                         | «Історія Бадді Голлі»            | [ 51 ] |
| 1978 (51-ша) | Роберт де Ніро          | Михайло Вронський                                   | «Мисливець на оленів»            | [ 51 ] |
| 1978 (51-ша) | Лоуренс Олів'є          | Езра Ліберман                                       | «Хлопці з Бразилії»              | [ 51 ] |
| 1979 (52-га) | ★ Дастін Гоффман        | Тед Крамер                                          | «Крамер проти Крамера»           | [ 52 ] |
| 1979 (52-га) | Джек Леммон             | Джек Годелл                                         | «Китайський синдром»             | [ 52 ] |
| 1979 (52-га) | Аль Пачіно              | Артур Кіркленд                                      | «Правосуддя для всіх»            | [ 52 ] |
| 1979 (52-га) | Рой Шайдер              | Джо Гедеон                                          | «Весь цей джаз»                  | [ 52 ] |
| 1979 (52-га) | Пітер Селлерс           | садівник Ченс                                       | «Бути там»                       | [ 52 ] |

### 1980-ті
| Рік          | Актор                  | Роль(і)                           | Фільм                         | Ref.   |
| ------------ | ---------------------- | --------------------------------- | ----------------------------- | ------ |
| 1980 (53-тя) | ★ Роберт Де Ніро       | Джейк Ламотта                     | «Скажений бик»                | [ 53 ] |
| 1980 (53-тя) | Роберт Дюваль          | підполковник Вільбур «Бик» Меехум | «Великий Сантіні»             | [ 53 ] |
| 1980 (53-тя) | Джон Герт              | Джозеф Меррік                     | «Людина-слон»                 | [ 53 ] |
| 1980 (53-тя) | Джек Леммон            | Скотті Темплтон                   | «Данина»                      | [ 53 ] |
| 1980 (53-тя) | Пітер О'Тул            | Елі Хрест                         | «Трюкач»                      | [ 53 ] |
| 1981 (54-та) | ★ Генрі Фонда          | Норман Таєр-молодший              | «На золотому озері»           | [ 54 ] |
| 1981 (54-та) | Воррен Бітті           | Джон Рід                          | «Червоні»                     | [ 54 ] |
| 1981 (54-та) | Берт Ланкастер         | Лу Паскаль                        | «Атлантик-Сіті»               | [ 54 ] |
| 1981 (54-та) | Дадлі Мур              | Артур Бах                         | «Артур»                       | [ 54 ] |
| 1981 (54-та) | Пол Ньюман             | Майкл Колін Галлахер              | «Без лихого наміру»           | [ 54 ] |
| 1982 (55-та) | ★ Бен Кінгслі          | Магатма Ганді                     | «Ґанді»                       | [ 55 ] |
| 1982 (55-та) | Дастін Гоффман         | Майкл Дорсі / Дороті Майклс       | «Тутсі»                       | [ 55 ] |
| 1982 (55-та) | Джек Леммон            | Едмунд Хорман                     | «Зниклий безвісти»            | [ 55 ] |
| 1982 (55-та) | Пол Ньюман             | Френк Гальвін                     | «Вердикт»                     | [ 55 ] |
| 1982 (55-та) | Пітер О'Тул            | Алан Суонн                        | «Мій улюблений рік»           | [ 55 ] |
| 1983 (56-та) | ★ Роберт Дюваль        | Мек Следж                         | «Ніжне милосердя»             | [ 56 ] |
| 1983 (56-та) | Майкл Кейн             | доктор Френк Брайант              | «Виховання Рити»              | [ 56 ] |
| 1983 (56-та) | Том Конті              | Гован МакГленд                    | «Рубен, Рубен»                | [ 56 ] |
| 1983 (56-та) | Том Куртеней           | Норман                            | «Костюмер»                    | [ 56 ] |
| 1983 (56-та) | Альберт Фінні          | Сер                               | «Костюмер»                    | [ 56 ] |
| 1984 (57-ма) | ★ Фарід Мюррей Абрагам | Антоніо Сальєрі                   | «Амадей»                      | [ 57 ] |
| 1984 (57-ма) | Джефф Бріджес          | Зоряний                           | «Людина з зірки»              | [ 57 ] |
| 1984 (57-ма) | Альберт Фінні          | Джеффрі Фірмін                    | «Під вулканом»                | [ 57 ] |
| 1984 (57-ма) | Том Галс               | Вольфганг Амадей Моцарт           | «Амадей»                      | [ 57 ] |
| 1984 (57-ма) | Сем Вотерстон          | Сідней Шенберг                    | «Поля смерті»                 | [ 57 ] |
| 1985 (58-ма) | ★ Вільям Герт          | Луїс Моліна                       | «Поцілунок жінки-павука»      | [ 58 ] |
| 1985 (58-ма) | Гаррісон Форд          | детектив капітан Джон Бук         | «Свідок»                      | [ 58 ] |
| 1985 (58-ма) | Джеймс Гарнер          | Мерфі Джонс                       | «Кохання Мерфі»               | [ 58 ] |
| 1985 (58-ма) | Джек Ніколсон          | Чарлі Партанна                    | «Честь сім'ї Пріцці»          | [ 58 ] |
| 1985 (58-ма) | Джон Войт              | Оскар «Манні» Мангейм             | «Потяг-утікач»                | [ 58 ] |
| 1986 (59-та) | ★ Пол Ньюман           | швидкий Едді Фелсон               | «Колір грошей»                | [ 59 ] |
| 1986 (59-та) | Декстер Гордон         | Дейл Тернер                       | «Близько півночі»             | [ 59 ] |
| 1986 (59-та) | Боб Госкінс            | Джордж                            | «Мона Ліза»                   | [ 59 ] |
| 1986 (59-та) | Вільям Герт            | Джеймс Лідс                       | «Діти меншого бога»           | [ 59 ] |
| 1986 (59-та) | Джеймс Вудс            | Річард Бойл                       | «Сальвадор»                   | [ 59 ] |
| 1987 (60-та) | ★ Майкл Дуглас         | Гордон Гекко                      | «Волл-стріт»                  | [ 60 ] |
| 1987 (60-та) | Вільям Герт            | Том Грунік                        | «Теленовини»                  | [ 60 ] |
| 1987 (60-та) | Марчелло Мастроянні    | Романо                            | «Очі чорні»                   | [ 60 ] |
| 1987 (60-та) | Джек Ніколсон          | Франциск Фелан                    | «Будяк»                       | [ 60 ] |
| 1987 (60-та) | Робін Вільямс          | Адріан Кронауер                   | «Доброго ранку, В'єтнаме»     | [ 60 ] |
| 1988 (61-ша) | ★ Дастін Гоффман       | Реймон Баббіт                     | «Людина дощу»                 | [ 61 ] |
| 1988 (61-ша) | Джин Гекмен            | агент Руперт Андерсон             | «Міссісіпі у вогні»           | [ 61 ] |
| 1988 (61-ша) | Том Генкс              | Джош Баскін                       | «Великий»                     | [ 61 ] |
| 1988 (61-ша) | Едвард Джеймс Олмос    | Хайме Ескаланте                   | «Встаньте і поставте»         | [ 61 ] |
| 1988 (61-ша) | Макс фон Сюдов         | Лассефар                          | «Пелле-завойовник»            | [ 61 ] |
| 1989 (62-га) | ★ Денієл Дей-Льюїс     | Крісті Браун                      | «Моя ліва нога»               | [ 62 ] |
| 1989 (62-га) | Кеннет Брана           | Генріх V (король Англії)          | «Генріх V»                    | [ 62 ] |
| 1989 (62-га) | Том Круз               | Рон Кович                         | «Народжений четвертого липня» | [ 62 ] |
| 1989 (62-га) | Морган Фрімен          | Хок Колберн                       | «Водій міс Дейзі»             | [ 62 ] |
| 1989 (62-га) | Робін Вільямс          | Джон Чарльз «Кітс» Кітінг         | «Спілка мертвих поетів»       | [ 62 ] |

### 1990-ті
| Рік          | Актор                   | Роль(і)                       | Фільм                      | Ref.   |
| ------------ | ----------------------- | ----------------------------- | -------------------------- | ------ |
| 1990 (63-тя) | ★ Джеремі Айронс        | Клаус фон Бюлов               | «Поворот фортуни»          | [ 63 ] |
| 1990 (63-тя) | Кевін Костнер           | лейтенант Джон Дж. Данбар     | «Той, що танцює з вовками» | [ 63 ] |
| 1990 (63-тя) | Роберт де Ніро          | Леонард Лоу                   | «Пробудження»              | [ 63 ] |
| 1990 (63-тя) | Жерар Депардьє          | Сірано де Бержерак            | «Сірано де Бержерак»       | [ 63 ] |
| 1990 (63-тя) | Річард Гарріс           | «Бик» МакКейб                 | «Поле»                     | [ 63 ] |
| 1991 (64-та) | ★ Ентоні Гопкінс        | доктор Ганнібал Лектер        | «Мовчання ягнят»           | [ 64 ] |
| 1991 (64-та) | Воррен Бітті            | Бенджамін «Багсі» Сиґел       | «Багсі»                    | [ 64 ] |
| 1991 (64-та) | Роберт де Ніро          | Максиміліан «Макс» Кейді      | «Мис Страху»               | [ 64 ] |
| 1991 (64-та) | Нік Нолті               | Том Вінго                     | «Володар припливів»        | [ 64 ] |
| 1991 (64-та) | Робін Вільямс           | Генрі «Паррі» Саган           | «Король-рибалка»           | [ 64 ] |
| 1992 (65-та) | ★ Аль Пачіно            | підполковник Френк Слейд      | «Запах жінки»              | [ 65 ] |
| 1992 (65-та) | Роберт Дауні (молодший) | Чарлі Чаплін                  | «Чаплін»                   | [ 65 ] |
| 1992 (65-та) | Клінт Іствуд            | Вільям «Віл» Манні            | «Непрощенний»              | [ 65 ] |
| 1992 (65-та) | Стівен Рі               | Фергюс                        | «Гра, що плаче»            | [ 65 ] |
| 1992 (65-та) | Дензел Вашингтон        | Малколм Ікс                   | «Малколм Ікс»              | [ 65 ] |
| 1993 (66-та) | ★ Том Генкс             | Ендрю Беккет                  | «Філадельфія»              | [ 66 ] |
| 1993 (66-та) | Деніел Дей-Льюїс        | Джеррі Конлон                 | «В ім'я батька»            | [ 66 ] |
| 1993 (66-та) | Лоренс Фішберн          | Айк Тернер                    | «Що з цим робити любов»    | [ 66 ] |
| 1993 (66-та) | Ентоні Гопкінс          | Джеймс Стівенс                | «Наприкінці дня»           | [ 66 ] |
| 1993 (66-та) | Ліам Нісон              | Оскар Шиндлер                 | «Список Шиндлера»          | [ 66 ] |
| 1994 (67-ма) | ★ Том Генкс             | Форрест Ґамп                  | «Форрест Ґамп»             | [ 67 ] |
| 1994 (67-ма) | Морган Фрімен           | Елліс Бойд «Червоний» Реддінг | «Втеча з Шоушенка»         | [ 67 ] |
| 1994 (67-ма) | Найджел Готорн          | король Георг III              | «Божевілля короля Георга»  | [ 67 ] |
| 1994 (67-ма) | Пол Ньюман              | Дональд «Саллі» Салліван      | «Без дурнів»               | [ 67 ] |
| 1994 (67-ма) | Джон Траволта           | Вінсент Вега                  | «Кримінальне чтиво»        | [ 67 ] |
| 1995 (68-ма) | ★ Ніколас Кейдж         | Бен Сандерсон                 | «Покидаючи Лас-Вегас»      | [ 68 ] |
| 1995 (68-ма) | Річард Дрейфус          | Гленн Голланд                 | «Опус містера Голланда»    | [ 68 ] |
| 1995 (68-ма) | Ентоні Гопкінс          | Річард Ніксон                 | «Ніксон»                   | [ 68 ] |
| 1995 (68-ма) | Шон Пенн                | Метью Понселет                | «Мрець іде»                | [ 68 ] |
| 1995 (68-ма) | Массімо Троїзі          | Маріо Руополо                 | «Поштар»                   | [ 68 ] |
| 1996 (69-та) | ★ Джеффрі Раш           | Девід Гельфготт               | «Блиск»                    | [ 69 ] |
| 1996 (69-та) | Том Круз                | Джеррі Магуайер               | «Джеррі Магуайер»          | [ 69 ] |
| 1996 (69-та) | Рейф Файнз              | граф Ласло де Альмасі         | «Англійський пацієнт»      | [ 69 ] |
| 1996 (69-та) | Вуді Гаррельсон         | Ларрі Флінт                   | «Народ проти Ларрі Флінта» | [ 69 ] |
| 1996 (69-та) | Біллі Боб Торнтон       | Карл Чайлдерс                 | «Вигострене лезо»          | [ 69 ] |
| 1997 (70-та) | ★ Джек Ніколсон         | Мелвін Удалл                  | «Краще не буває»           | [ 70 ] |
| 1997 (70-та) | Метт Деймон             | Вілл Гантінґ                  | «Розумник Вілл Гантінґ»    | [ 70 ] |
| 1997 (70-та) | Роберт Дюваль           | Еліс Дюві, «Сані»/«Апостол»   | «Апостол»                  | [ 70 ] |
| 1997 (70-та) | Пітер Фонда             | Улісс «Улі» Джексон           | «Золото Улі»               | [ 70 ] |
| 1997 (70-та) | Дастін Гоффман          | Стенлі Мотсс                  | «Хвіст крутить собакою»    | [ 70 ] |
| 1998 (71-ша) | ★ Роберто Беніньї       | Гвідо Орефіце                 | «Життя прекрасне»          | [ 71 ] |
| 1998 (71-ша) | Том Генкс               | капітан Джон Міллер           | «Врятувати рядового Раяна» | [ 71 ] |
| 1998 (71-ша) | Ієн Маккеллен           | Джеймс Вейл                   | «Боги і монстри»           | [ 71 ] |
| 1998 (71-ша) | Нік Нолті               | Вейд Вайтхаус                 | «Пристрасть»               | [ 71 ] |
| 1998 (71-ша) | Едвард Нортон           | Дерек Він'ярд                 | «Американська історія Ікс» | [ 71 ] |
| 1999 (72-га) | ★ Кевін Спейсі          | Лестер Бернхем                | «Краса по-американськи»    | [ 72 ] |
| 1999 (72-га) | Рассел Кроу             | Джефрі Віганд                 | «Своя людина»              | [ 72 ] |
| 1999 (72-га) | Річард Фарнсворт        | Елвін Стрейт                  | «Проста історія»           | [ 72 ] |
| 1999 (72-га) | Шон Пенн                | Еммет Рей                     | «Солодкий і низький»       | [ 72 ] |
| 1999 (72-га) | Дензел Вашингтон        | Рубін «Ураган» Картер         | «Ураган»                   | [ 72 ] |

### 2000-ні
| Рік          | Актор                  | Роль(і)                         | Фільм                                                 | Ref.   |
| ------------ | ---------------------- | ------------------------------- | ----------------------------------------------------- | ------ |
| 2000 (73-тя) | Рассел Кроу            | Максим Децим Мерідій            | «Гладіатор»                                           | [ 73 ] |
| 2000 (73-тя) | Хав'єр Бардем          | Рейнальдо Аренас                | «Поки не настане ніч»                                 | [ 73 ] |
| 2000 (73-тя) | Том Генкс              | Чак Ноланд                      | «Вигнанець»                                           | [ 73 ] |
| 2000 (73-тя) | Ед Гарріс              | Джексон Поллок                  | «Поллок»                                              | [ 73 ] |
| 2000 (73-тя) | Джеффрі Раш            | Маркіз де Сад                   | «Перо маркіза де Сада»                                | [ 73 ] |
| 2001 (74-та) | ★ Дензел Вашингтон     | детектив Алонцо Харріс          | «Тренувальний день»                                   | [ 74 ] |
| 2001 (74-та) | Рассел Кроу            | Джон Форбс Неш                  | «Ігри розуму»                                         | [ 74 ] |
| 2001 (74-та) | Шон Пенн               | Сем Доусон                      | «Я — Сем»                                             | [ 74 ] |
| 2001 (74-та) | Вілл Сміт              | Мухаммед Алі                    | «Алі ібн Абу Таліб»                                   | [ 74 ] |
| 2001 (74-та) | Том Вілкінсон          | Метт Фавлер                     | «У спальні»                                           | [ 74 ] |
| 2002 (75-та) | ★ Едрієн Броуді        | Владислав Шпільман              | «Піаніст»                                             | [ 75 ] |
| 2002 (75-та) | Ніколас Кейдж          | Чарлі Кауфман / Дональд Кауфман | «Адаптація»                                           | [ 75 ] |
| 2002 (75-та) | Майкл Кейн             | Томас Фоулер                    | «Тихий американець»                                   | [ 75 ] |
| 2002 (75-та) | Деніел Дей-Льюїс       | Білл «М'ясник» Каттінг          | «Банди Нью-Йорка»                                     | [ 75 ] |
| 2002 (75-та) | Джек Ніколсон          | Уоррен Р. Шмідт                 | «Про Шмідта»                                          | [ 75 ] |
| 2003 (76-та) | ★ Шон Пенн             | Джиммі Маркум                   | «Таємнича річка»                                      | [ 76 ] |
| 2003 (76-та) | Джонні Депп            | капітан Джек Спарроу            | «Пірати Карибського моря: Прокляття „Чорної перлини“» | [ 76 ] |
| 2003 (76-та) | Бен Кінгслі            | полковник Масуд Амір Бехрані    | «Будинок з піску і туману»                            | [ 76 ] |
| 2003 (76-та) | Джуд Лоу               | Інман                           | «Холодна гора»                                        | [ 76 ] |
| 2003 (76-та) | Білл Мюррей            | Боб Гарріс                      | «Труднощі перекладу»                                  | [ 76 ] |
| 2004 (77-ма) | ★ Джеймі Фокс          | Рей Чарльз                      | «Рей»                                                 | [ 77 ] |
| 2004 (77-ма) | Дон Чідл               | Пол Русесабаджіна               | «Готель „Руанда“»                                     | [ 77 ] |
| 2004 (77-ма) | Джонні Депп            | Джеймс Баррі                    | «Чарівна країна»                                      | [ 77 ] |
| 2004 (77-ма) | Леонардо Ді Капріо     | Говард Г'юз                     | «Авіатор»                                             | [ 77 ] |
| 2004 (77-ма) | Клінт Іствуд           | Френкі Данн                     | «Крихітка на мільйон доларів»                         | [ 77 ] |
| 2005 (78-ма) | ★ Філіп Сеймур Гоффман | Трумен Капоте                   | «Капоте»                                              | [ 78 ] |
| 2005 (78-ма) | Терренс Говард         | Джай                            | «Метушня і рух»                                       | [ 78 ] |
| 2005 (78-ма) | Гіт Леджер             | Енніс Дель Мар                  | «Горбата гора»                                        | [ 78 ] |
| 2005 (78-ма) | Хоакін Фенікс          | Джонні Кеш                      | «Переступити межу»                                    | [ 78 ] |
| 2005 (78-ма) | Девід Стретейрн        | Едвард Марроу                   | «Добраніч, та нехай щастить»                          | [ 78 ] |
| 2006 (79-та) | ★ Форест Вітакер       | Іді Амін                        | «Останній король Шотландії»                           | [ 79 ] |
| 2006 (79-та) | Леонардо Ді Капріо     | Денні Арчер                     | «Кривавий діамант»                                    | [ 79 ] |
| 2006 (79-та) | Раян Гослінг           | Ден Данн                        | «Напів-Нельсон»                                       | [ 79 ] |
| 2006 (79-та) | Пітер О'Тул            | Моріс Рассел                    | «Венера»                                              | [ 79 ] |
| 2006 (79-та) | Вілл Сміт              | Кріс Гарднер                    | «У гонитві за щастям»                                 | [ 79 ] |
| 2007 (80-та) | ★ Деніел Дей-Льюїс     | Даніель Плейнвью                | «Нафта»                                               | [ 80 ] |
| 2007 (80-та) | Джордж Клуні           | Майкл Клейтон                   | «Майкл Клейтон»                                       | [ 80 ] |
| 2007 (80-та) | Джонні Депп            | Свіні Тодд / Бенджамін Баркер   | «Свіні Тодд»                                          | [ 80 ] |
| 2007 (80-та) | Томмі Лі Джонс         | Хенк Дірфілд                    | «У долині Ела»                                        | [ 80 ] |
| 2007 (80-та) | Вігго Мортенсен        | Микола Лужин                    | «Східні обіцянки»                                     | [ 80 ] |
| 2008 (81-ша) | ★ Шон Пенн             | Гарві Мілк                      | «Гарві Мілк»                                          | [ 81 ] |
| 2008 (81-ша) | Річард Дженкінс        | Вальтер Вейл                    | «Відвідувач»                                          | [ 81 ] |
| 2008 (81-ша) | Френк Ланджелла        | Річард Ніксон                   | «Фрост проти Ніксона»                                 | [ 81 ] |
| 2008 (81-ша) | Бред Пітт              | Бенджамін Баттон                | «Загадкова історія Бенджаміна Баттона»                | [ 81 ] |
| 2008 (81-ша) | Міккі Рурк             | Ренді Робінсон «Баран»          | «Реслер»                                              | [ 81 ] |
| 2009 (82-га) | ★ Джефф Бріджес        | Отіс «Бед» Блейк                | «Божевільне серце»                                    | [ 82 ] |
| 2009 (82-га) | Джордж Клуні           | Райан Бінгем                    | «Вище неба»                                           | [ 82 ] |
| 2009 (82-га) | Колін Ферт             | Джордж Фальконер                | «Самотній чоловік»                                    | [ 82 ] |
| 2009 (82-га) | Морган Фрімен          | Нельсон Мандела                 | «Непідкорений»                                        | [ 82 ] |
| 2009 (82-га) | Джеремі Реннер         | сержант Вільям Джеймс           | «Володар бурі»                                        | [ 82 ] |

### 2010-ті
| Рік          | Актор                | Роль(і)                           | Фільм                         | Ref.   |
| ------------ | -------------------- | --------------------------------- | ----------------------------- | ------ |
| 2010 (83-тя) | ★ Колін Ферт         | Король Георг VI                   | «Король говорить!»            | [ 83 ] |
| 2010 (83-тя) | Хав'єр Бардем        | Уксбал                            | «Б'ютифул»                    | [ 83 ] |
| 2010 (83-тя) | Джефф Бріджес        | Рубен «Забіяка» Когберн           | «Справжня мужність»           | [ 83 ] |
| 2010 (83-тя) | Джессі Айзенберг     | Марк Цукерберг                    | «Соціальна мережа»            | [ 83 ] |
| 2010 (83-тя) | Джеймс Франко        | Арон Ралстон                      | «127 годин»                   | [ 83 ] |
| 2011 (84-та) | ★ Жан Дюжарден       | Джордж Валентин                   | «Артист»                      | [ 84 ] |
| 2011 (84-та) | Деміан Бічір         | Карлос Галіндо                    | «Краще життя»                 | [ 84 ] |
| 2011 (84-та) | Джордж Клуні         | Метью Кінг                        | «Нащадки»                     | [ 84 ] |
| 2011 (84-та) | Ґері Олдмен          | Джордж Смайл                      | «Шпигун, вийди геть!»         | [ 84 ] |
| 2011 (84-та) | Бред Пітт            | Біллі Бін                         | «Людина, яка змінила все»     | [ 84 ] |
| 2012 (85-та) | ★ Деніел Дей-Льюїс   | Авраам Лінкольн                   | «Лінкольн»                    | [ 85 ] |
| 2012 (85-та) | Бредлі Купер         | Патрісіо «Пат» Солітано, молодший | «Збірка промінців надії»      | [ 85 ] |
| 2012 (85-та) | Г'ю Джекман          | Жан Вальжан                       | «Знедолені»                   | [ 85 ] |
| 2012 (85-та) | Хоакін Фенікс        | Фредді Квелл                      | «Майстер»                     | [ 85 ] |
| 2012 (85-та) | Дензел Вашингтон     | Вільям «Біч» Уітакер, старший     | «Рейс»                        | [ 85 ] |
| 2013 (86-та) | ★ Меттью Мак-Конегі  | Рон Вудроф                        | «Далласький клуб покупців»    | [ 86 ] |
| 2013 (86-та) | Крістіан Бейл        | Ірвінг Розенфельд                 | «Американська афера»          | [ 86 ] |
| 2013 (86-та) | Брюс Дерн            | Грант Вудро «Вуді»                | «Небраска»                    | [ 86 ] |
| 2013 (86-та) | Леонардо Ді Капріо   | Джордан Белфорт                   | «Вовк з Уолл-стріт»           | [ 86 ] |
| 2013 (86-та) | Чиветел Еджіофор     | Соломон Нортап                    | «12 років рабства»            | [ 86 ] |
| 2014 (87-ма) | ★ Едді Редмейн       | Стівен Гокінг                     | «Теорія всього»               | [ 87 ] |
| 2014 (87-ма) | Стів Карелл          | Джон Дюпон                        | «Мисливець на лисиць»         | [ 87 ] |
| 2014 (87-ма) | Бредлі Купер         | Кріс Кайл                         | «Американський снайпер»       | [ 87 ] |
| 2014 (87-ма) | Бенедикт Камбербетч  | Алан Тюрінг                       | «Гра в імітацію»              | [ 87 ] |
| 2014 (87-ма) | Майкл Кітон          | Рігган Томсон                     | «Бердмен»                     | [ 87 ] |
| 2015 (88-ма) | ★ Леонардо Ді Капріо | Г'ю Гласс                         | «Легенда Г'ю Гласса»          | [ 88 ] |
| 2015 (88-ма) | Браян Кренстон       | Далтон Трамбо                     | «Трамбо»                      | [ 88 ] |
| 2015 (88-ма) | Метт Деймон          | Марк Уотні                        | «Марсіянин»                   | [ 88 ] |
| 2015 (88-ма) | Майкл Фассбендер     | Стів Джобс                        | «Стів Джобс»                  | [ 88 ] |
| 2015 (88-ма) | Едді Редмейн         | Лілі Ельбе                        | «Дівчина з Данії»             | [ 88 ] |
| 2016 (89-та) | ★ Кейсі Аффлек       | Лі Чендлер                        | «Манчестер біля моря»         | [ 89 ] |
| 2016 (89-та) | Ендрю Гарфілд        | Дезмонд Томас Дос                 | «З міркувань совісті»         | [ 89 ] |
| 2016 (89-та) | Раян Гослінг         | Себастьян Уайлдер                 | «Ла-Ла Ленд»                  | [ 89 ] |
| 2016 (89-та) | Вігго Мортенсен      | Бен Кеш                           | «Капітан Фантастік»           | [ 89 ] |
| 2016 (89-та) | Дензел Вашингтон     | Трой Макссон                      | «Паркани»                     | [ 89 ] |
| 2017 (90-та) | ★ Ґері Олдмен        | Вінстон Черчилль                  | «Темні часи»                  | [ 90 ] |
| 2017 (90-та) | Тімоті Шалеме        | Еліо Перлман                      | «Назви мене своїм ім'ям»      | [ 90 ] |
| 2017 (90-та) | Деніел Дей-Льюїс     | Рейнольдс Вуддок                  | «Примарна нитка»              | [ 90 ] |
| 2017 (90-та) | Деніел Калуя         | Кріс Вашингтон                    | «Пастка»                      | [ 90 ] |
| 2017 (90-та) | Дензел Вашингтон     | Роман Дж. Ізраїль                 | «Роман Дж. Ізраїль, есквайр»  | [ 90 ] |
| 2018 (91-ша) | ★ Рамі Малек         | Фредді Мерк'юрі                   | «Богемна рапсодія»            | [ 91 ] |
| 2018 (91-ша) | Крістіан Бейл        | Дік Чейні                         | «Влада»                       | [ 91 ] |
| 2018 (91-ша) | Бредлі Купер         | Джексон Мейн                      | «Народження зірки»            | [ 91 ] |
| 2018 (91-ша) | Віллем Дефо          | Вінсент ван Гог                   | «Ван Гог. На порозі вічності» | [ 91 ] |
| 2018 (91-ша) | Вігго Мортенсен      | Тоні Ліп                          | «Зелена книга»                | [ 91 ] |
| 2019 (92-га) | ★ Хоакін Фенікс      | Артур Флек / Джокер               | «Джокер»                      | [ 92 ] |
| 2019 (92-га) | Антоніо Бандерас     | Сальвадор Малло                   | «Біль та слава»               | [ 92 ] |
| 2019 (92-га) | Леонардо Ді Капріо   | Рік Далтон                        | «Одного разу в… Голлівуді»    | [ 92 ] |
| 2019 (92-га) | Адам Драйвер         | Чарлі Барбер                      | «Шлюбна історія»              | [ 92 ] |
| 2019 (92-га) | Джонатан Прайс       | кардинал Хорхе Маріо Бергольо     | «Два Папи»                    | [ 92 ] |

### 2020-ті
| Рік          | Актор               | Роль(і)                   | Фільм                               | Ref.   |
| ------------ | ------------------- | ------------------------- | ----------------------------------- | ------ |
| 2020 (93-тя) | ★ Ентоні Гопкінс    | Ентоні                    | «Батько»                            | [ 93 ] |
| 2020 (93-тя) | Різ Ахмед           | Рубен Стоун               | «Звук металу»                       | [ 93 ] |
| 2020 (93-тя) | Чедвік Боузман      | Лів Ґрін                  | «Ма Рейні: мати блюзу»              | [ 93 ] |
| 2020 (93-тя) | Ґері Олдмен         | Герман Манкевич           | «Манк»                              | [ 93 ] |
| 2020 (93-тя) | Стівен Ян           | Джейкоб Ї                 | «Мінарі»                            | [ 93 ] |
| 2021 (94-та) | ★ Вілл Сміт         | Річард Вільямс            | «Король Річард»                     | [ 94 ] |
| 2021 (94-та) | Хав'єр Бардем       | Десі Арнас                | «Бути Рікардо»                      | [ 94 ] |
| 2021 (94-та) | Бенедикт Камбербетч | Філ Бербанк               | «У руках пса»                       | [ 94 ] |
| 2021 (94-та) | Ендрю Гарфілд       | Джонатан Ларсон           | «Тік-так, бум!»                     | [ 94 ] |
| 2021 (94-та) | Дензел Вашингтон    | Макбет                    | «Макбет»                            | [ 94 ] |
| 2023 (95-та) | ★ Брендан Фрейзер   | Чарлі                     | «Кит»                               | [ 95 ] |
| 2023 (95-та) | Остін Батлер        | Елвіс Преслі              | «Елвіс»                             | [ 95 ] |
| 2023 (95-та) | Колін Фаррелл       | Патрикій                  | «Банші Інішерина»                   | [ 95 ] |
| 2023 (95-та) | Пол Мескаль         | Колум                     | «Після сонця»                       | [ 95 ] |
| 2023 (95-та) | Білл Наї            | Містер Вільямс            | «Жити»                              | [ 95 ] |
| 2024 (96-та) | ★ Кілліан Мерфі     | Роберт Оппенгеймер        | «Оппенгеймер»                       | [ 96 ] |
| 2024 (96-та) | Бредлі Купер        | Леонард Бернстайн         | «Маестро»                           | [ 96 ] |
| 2024 (96-та) | Колман Домінго      | Байард Растін             | «Растін»                            | [ 96 ] |
| 2024 (96-та) | Пол Джаматті        | Пол Ханем                 | «Залишені»                          | [ 96 ] |
| 2024 (96-та) | Джеффрі Райт        | Телоніус «Монк» Еллісон   | «Американське чтиво»                | [ 96 ] |
| 2025 (97-ма) | ★ Едрієн Броуді     | Ласло Тот                 | «Бруталіст»                         | [ 97 ] |
| 2025 (97-ма) | Тімоті Шаламе       | Боб Ділан                 | «Боб Ділан: Цілковитий незнайомець» | [ 97 ] |
| 2025 (97-ма) | Себастіан Стен      | Дональд Трамп             | «Учень. Історія Трампа»             | [ 97 ] |
| 2025 (97-ма) | Рейф Файнз          | Томас Лоуренс             | «Конклав»                           | [ 97 ] |
| 2025 (97-ма) | Колман Домінго      | Джон «Дівайн Джі» Вітфілд | «Сінг-сінг»                         | [ 97 ] |

## Статистика
Тричі цієї премії був удостоєний Деніел Дей-Льюїс (1989, 2008 та 2012). Ще десять акторів здобули премію двічі:
- Спенсер Трейсі (1937 і 1938),
- Фредрік Марч (1932 і 1946),
- Гері Купер (1941 і 1952),
- Марлон Брандо (1954 і 1972),
- Джек Ніколсон (1975 і 1997),
- Дастін Гоффман (1979 і 1988),
- Том Генкс (1993 і 1994),
- Шон Пенн (2003 і 2009),
- Ентоні Гопкінс (1991 і 2021),
- Едрієн Броуді (2002 і 2025).

Номінувалися:
- по 9 разів Спенсер Трейсі і Лоуренс Олів'є
- по 8 разів Джек Ніколсон, Пол Ньюман і Пітер О'Тул
- по 7 разів Марлон Брандо, Дастін Гоффман, Джек Леммон і Дензел Вашингтон
- по 6 разів Річард Бертон і Деніел Дей-Льюїс

Цікаво, що Пітер О'Тул так і не отримав премії, хоча проміжок між його першою і останньою номінацією становить 44 роки.